# Beachvolleybal op de Aziatische Spelen 2018
Beachvolleybal was een van de onderdelen op de Aziatische Spelen 2018 in Palembang. Het was de zesde keer dat de sport op het programma stond. De wedstrijden vonden plaats van 19 tot en met 28 augustus in het beachvolleybalstadion van Jakabaring Sport City ten zuiden van de stad. Aan het mannentoernooi deden 32 paren uit negentien landen mee en aan het vrouwentoernooi achttien paren uit tien landen. Bij de mannen waren de teams verdeeld over acht groepen waarvan de nummers een en twee door gingen naar de achtste finales, terwijl de vrouwen over vier groepen waren verdeeld waarbij de groepswinnaars zich direct voor de kwartfinales plaatsten en de nummers twee en drie een tussenronde speelden. Vanaf de achtste finale dan wel de tussenronde werd via een knockoutsysteem gespeeld.
Het Qatarese duo Cherif Younousse en Ahmed Tijan won bij de mannen het goud ten koste van de Indonesiërs Ade Rachmawan en Mohammad Ashfiya. Het brons ging naar het evenees Indonesische tweetal Gilang Ramadhan en Danangsyah Pribadi dat in de troostfinale te sterk was voor Gao Peng en Li Yang uit China. Bij de vrouwen won het Chinese duo Wang Fan en Xia Xinyi de gouden medaille door in de finale Megumi Murakami en Miki Ishii uit Japan te verslaan. Het Indonesische tweetal Dhita Juliana en Putu Utami behaalde tegen Tatjana Masjkova en Irina Tsymbalova uit Kazachstan de overwinning in de wedstrijd om het brons.  

## Mannen

### Groepsfase
|  | Naar laatste zestien |

#### Groep A
| # | Ploeg                   | Punten | Wedstrijden | Wedstrijden | Spelpunten | Spelpunten | Spelpunten | Sets | Sets | Sets  |
| # | Ploeg                   | Punten | W           | V           | W          | V          | Ratio      | W    | V    | Ratio |
| - | ----------------------- | ------ | ----------- | ----------- | ---------- | ---------- | ---------- | ---- | ---- | ----- |
| 1 | Rachmawan / Ashfiya     | 6      | 3           | 0           | 126        | 78         | 1,615      | 6    | 0    | MAX   |
| 2 | Al-Shereiqi / Al-Housni | 5      | 2           | 1           | 126        | 111        | 1,135      | 4    | 3    | 1,333 |
| 3 | Wang / Hsieh            | 4      | 1           | 2           | 127        | 116        | 1,095      | 3    | 4    | 0,750 |
| 4 | Ahmadi / Asifi          | 3      | 0           | 3           | 52         | 126        | 0,413      | 0    | 6    | 0,000 |

| Datum   |                         | Score |                         | Set 1   | Set 2   | Set 3   |
| ------- | ----------------------- | ----- | ----------------------- | ------- | ------- | ------- |
| 19 aug. | Rachmawan / Ashfiya     | 2 – 0 | Ahmadi / Asifi          | 21 – 8  | 21 – 7  |         |
| 19 aug. | Al-Shereiqi / Al-Housni | 2 – 1 | Wang / Hsieh            | 16 – 21 | 22 – 20 | 15 – 12 |
| 20 aug. | Ahmadi / Asifi          | 0 – 2 | Wang / Hsieh            | 9 – 21  | 12 – 21 |         |
| 21 aug. | Rachmawan / Ashfiya     | 2 – 0 | Al-Shereiqi / Al-Housni | 21 – 19 | 21 – 12 |         |
| 22 aug. | Al-Shereiqi / Al-Housni | 2 – 0 | Ahmadi / Asifi          | 21 – 4  | 21 – 12 |         |
| 23 aug. | Rachmawan / Ashfiya     | 2 – 0 | Wang / Hsieh            | 26 – 14 | 21 – 16 |         |

#### Groep B
| # | Ploeg              | Punten | Wedstrijden | Wedstrijden | Spelpunten | Spelpunten | Spelpunten | Sets | Sets | Sets  |
| # | Ploeg              | Punten | W           | V           | W          | V          | Ratio      | W    | V    | Ratio |
| - | ------------------ | ------ | ----------- | ----------- | ---------- | ---------- | ---------- | ---- | ---- | ----- |
| 1 | Younousse / Tijan  | 6      | 3           | 0           | 126        | 73         | 1,726      | 6    | 0    | MAX   |
| 2 | Bogatoe / Jakovlev | 5      | 2           | 1           | 112        | 92         | 1,217      | 4    | 2    | 2,000 |
| 3 | Kumara / Yapa      | 4      | 1           | 2           | 97         | 111        | 0,874      | 2    | 4    | 0,500 |
| 4 | Kim–Kim            | 3      | 0           | 3           | 67         | 126        | 0,532      | 0    | 6    | 0,000 |

| Datum   |                    | Score |                    | Set 1   | Set 2   | Set 3 |
| ------- | ------------------ | ----- | ------------------ | ------- | ------- | ----- |
| 19 aug. | Bogatoe / Jakovlev | 2 – 0 | Kumara / Yapa      | 23 – 21 | 21 – 11 |       |
| 20 aug. | Younousse / Tijan  | 2 – 0 | Bogatoe / Jakovlev | 21 – 9  | 21 – 17 |       |
| 20 aug. | Kim / Kim          | 0 – 2 | Kumara / Yapa      | 15 – 21 | 10 – 21 |       |
| 21 aug. | Younousse / Tijan  | 2 – 0 | Kim / Kim          | 21 – 9  | 21 – 15 |       |
| 22 aug. | Bogatoe / Jakovlev | 2 – 0 | Kim / Kim          | 21 – 8  | 21 – 10 |       |
| 23 aug. | Kumara / Yapa      | 0 – 2 | Younousse / Tijan  | 12 – 21 | 11 – 21 |       |

#### Groep C
| # | Ploeg                 | Punten | Wedstrijden | Wedstrijden | Spelpunten | Spelpunten | Spelpunten | Sets | Sets | Sets  |
| # | Ploeg                 | Punten | W           | V           | W          | V          | Ratio      | W    | V    | Ratio |
| - | --------------------- | ------ | ----------- | ----------- | ---------- | ---------- | ---------- | ---- | ---- | ----- |
| 1 | Gao / Li              | 6      | 3           | 0           | 126        | 69         | 1,826      | 6    | 0    | MAX   |
| 2 | Koelesjov / Babitsjev | 5      | 2           | 1           | 111        | 112        | 0,991      | 4    | 2    | 2,000 |
| 3 | Nordin / Saifuddin    | 4      | 1           | 2           | 127        | 138        | 0,920      | 2    | 5    | 0,400 |
| 4 | Hsu / Wu              | 3      | 0           | 3           | 100        | 145        | 0,690      | 1    | 6    | 0,167 |

| Datum   |                       | Score |                       | Set 1   | Set 2   | Set 3  |
| ------- | --------------------- | ----- | --------------------- | ------- | ------- | ------ |
| 19 aug. | Gao / Li              | 2 – 0 | Hsu / Wu              | 21 – 11 | 21 – 10 |        |
| 20 aug. | Nordin / Saifuddin    | 0 – 2 | Koelesjov / Babitsjev | 23 – 25 | 18 – 21 |        |
| 21 aug. | Gao / Li              | 2 – 0 | Nordin / Saifuddin    | 21 – 16 | 21 – 9  |        |
| 21 aug. | Hsu / Wu              | 0 – 2 | Koelesjov / Babitsjev | 13 – 21 | 16 – 21 |        |
| 22 aug. | Nordin / Saifuddin    | 2 – 1 | Hsu / Wu              | 21 – 15 | 25 – 27 | 15 – 8 |
| 23 aug. | Koelesjov / Babitsjev | 0 – 2 | Gao / Li              | 7 – 21  | 16 – 21 |        |

#### Groep D
| # | Ploeg                  | Punten | Wedstrijden | Wedstrijden | Spelpunten | Spelpunten | Spelpunten | Sets | Sets | Sets  |
| # | Ploeg                  | Punten | W           | V           | W          | V          | Ratio      | W    | V    | Ratio |
| - | ---------------------- | ------ | ----------- | ----------- | ---------- | ---------- | ---------- | ---- | ---- | ----- |
| 1 | Al-Jalbubi / Al-Hashmi | 6      | 3           | 0           | 126        | 77         | 1,636      | 6    | 0    | MAX   |
| 2 | Inkiew / Padsawud      | 5      | 2           | 1           | 114        | 90         | 1,267      | 4    | 2    | 2,000 |
| 3 | Yeung / Chui           | 4      | 1           | 2           | 93         | 113        | 0,823      | 2    | 4    | 0,500 |
| 4 | Adam / Ahmed           | 3      | 0           | 3           | 73         | 126        | 0,579      | 0    | 6    | 0,000 |

| Datum   |                        | Score |                        | Set 1   | Set 2   | Set 3 |
| ------- | ---------------------- | ----- | ---------------------- | ------- | ------- | ----- |
| 19 aug. | Inkiew / Padsawud      | 2 – 0 | Adam / Ahmed           | 21 – 7  | 21 – 15 |       |
| 20 aug. | Al-Jalbubi / Al-Hashmi | 2 – 0 | Yeung / Chui           | 21 – 10 | 21 – 15 |       |
| 21 aug. | Inkiew / Padsawud      | 0 – 2 | Al-Jalbubi / Al-Hashmi | 19 – 21 | 11 – 21 |       |
| 22 aug. | Adam / Ahmed           | 0 – 2 | Yeung / Chui           | 17 – 21 | 12 – 21 |       |
| 23 aug. | Al-Jalbubi / Al-Hashmi | 2 – 0 | Adam / Ahmed           | 21 – 9  | 21 – 13 |       |
| 23 aug. | Yeung / Chui           | 0 – 2 | Inkiew / Padsawud      | 14 – 21 | 12 – 21 |       |

#### Groep E
| # | Ploeg             | Punten | Wedstrijden | Wedstrijden | Spelpunten | Spelpunten | Spelpunten | Sets | Sets | Sets  |
| # | Ploeg             | Punten | W           | V           | W          | V          | Ratio      | W    | V    | Ratio |
| - | ----------------- | ------ | ----------- | ----------- | ---------- | ---------- | ---------- | ---- | ---- | ----- |
| 1 | Ha / Wu           | 6      | 3           | 0           | 127        | 75         | 1,693      | 6    | 0    | MAX   |
| 2 | Ageba / Shiratori | 5      | 2           | 1           | 119        | 106        | 1,123      | 4    | 2    | 2,000 |
| 3 | Nguyen / Pham     | 4      | 1           | 2           | 104        | 109        | 0,954      | 2    | 4    | 0,500 |
| 4 | Alikhail / Mayar  | 3      | 0           | 3           | 66         | 126        | 0,524      | 0    | 6    | 0,000 |

| Datum   |                   | Score |                   | Set 1   | Set 2   | Set 3 |
| ------- | ----------------- | ----- | ----------------- | ------- | ------- | ----- |
| 19 aug. | Ha / Wu           | 2 – 0 | Alikhail / Mayar  | 21 – 4  | 21 – 10 |       |
| 19 aug. | Ageba / Shiratori | 2 – 0 | Nguyen / Pham     | 21 – 18 | 21 – 18 |       |
| 20 aug. | Ha / Wu           | 2 – 0 | Ageba / Shiratori | 21 – 15 | 22 – 20 |       |
| 21 aug. | Alikhail / Mayar  | 0 – 2 | Nguyen / Pham     | 8 – 21  | 17 – 21 |       |
| 22 aug. | Ageba / Shiratori | 2 – 0 | Alikhail / Mayar  | 21 – 12 | 21 – 15 |       |
| 23 aug. | Nguyen / Pham     | 0 – 2 | Ha / Wu           | 13 – 21 | 13 – 21 |       |

#### Groep F
| # | Ploeg                   | Punten | Wedstrijden | Wedstrijden | Spelpunten | Spelpunten | Spelpunten | Sets | Sets | Sets  |
| # | Ploeg                   | Punten | W           | V           | W          | V          | Ratio      | W    | V    | Ratio |
| - | ----------------------- | ------ | ----------- | ----------- | ---------- | ---------- | ---------- | ---- | ---- | ----- |
| 1 | Salemi / Vakili         | 6      | 3           | 0           | 139        | 116        | 1,198      | 6    | 1    | 6,000 |
| 2 | Jongklang / Khaolumtarn | 5      | 2           | 1           | 119        | 105        | 1,133      | 4    | 2    | 2,000 |
| 3 | Abdelrasoul / Sammoud   | 4      | 1           | 2           | 137        | 144        | 0,951      | 2    | 4    | 0,500 |
| 4 | Sajid / Abdul Wahid     | 3      | 0           | 3           | 105        | 135        | 0,778      | 1    | 6    | 0,167 |

| Datum   |                         | Score |                         | Set 1   | Set 2   | Set 3   |
| ------- | ----------------------- | ----- | ----------------------- | ------- | ------- | ------- |
| 19 aug. | Jongklang / Khaolumtarn | 2 – 0 | Abdelrasoul / Sammoud   | 21 – 17 | 21 – 16 |         |
| 20 aug. | Jongklang / Khaolumtarn | 0 – 2 | Salemi / Vakili         | 17 – 21 | 18 – 21 |         |
| 20 aug. | Abdelrasoul / Sammoud   | 2 – 1 | Sajid / Abdul Wahid     | 21 – 18 | 15 – 21 | 15 – 8  |
| 21 aug. | Salemi / Vakili         | 2 – 0 | Sajid / Abdul Wahid     | 21 – 11 | 21 – 17 |         |
| 22 aug. | Salemi / Vakili         | 2 – 1 | Abdelrasoul / Sammoud   | 17 – 21 | 21 – 17 | 17 – 15 |
| 23 aug. | Sajid / Abdul Wahid     | 0 – 2 | Jongklang / Khaolumtarn | 16 – 21 | 14 – 21 |         |

#### Groep G
| # | Ploeg                 | Punten | Wedstrijden | Wedstrijden | Spelpunten | Spelpunten | Spelpunten | Sets | Sets | Sets  |
| # | Ploeg                 | Punten | W           | V           | W          | V          | Ratio      | W    | V    | Ratio |
| - | --------------------- | ------ | ----------- | ----------- | ---------- | ---------- | ---------- | ---- | ---- | ----- |
| 1 | Ramadhan / Pribadi    | 6      | 3           | 0           | 127        | 78         | 1,628      | 6    | 0    | MAX   |
| 2 | Al-Qishawi / Al-Arqan | 5      | 2           | 1           | 108        | 69         | 1,565      | 4    | 2    | 2,000 |
| 3 | Hossain / Ali         | 4      | 1           | 2           | 88         | 84         | 1,048      | 2    | 4    | 0,500 |
| 4 | Wong / Lau            | 3      | 0           | 3           | 35         | 127        | 0,276      | 0    | 6    | 0,000 |

| Datum   |                       | Score |                       | Set 1   | Set 2   | Set 3 |
| ------- | --------------------- | ----- | --------------------- | ------- | ------- | ----- |
| 19 aug. | Ramadhan / Pribadi    | 2 – 0 | Wong / Lau            | 22 – 20 | 21 – 15 |       |
| 20 aug. | Al-Qishawi / Al-Arqan | 2 – 0 | Hossain / Ali         | 21 – 11 | 21 – 16 |       |
| 21 aug. | Ramadhan / Pribadi    | 2 – 0 | Al-Qishawi / Al-Arqan | 21 – 11 | 21 – 13 |       |
| 21 aug. | Wong / Lau            | 0 – 2 | Hossain / Ali         | –       | –       |       |
| 22 aug. | Wong / Lau            | 0 – 2 | Al-Qishawi / Al-Arqan | –       | –       |       |
| 23 aug. | Ramadhan / Pribadi    | 2 – 0 | Hossain / Ali         | 21 – 9  | 21 – 10 |       |

#### Groep H
| # | Ploeg              | Punten | Wedstrijden | Wedstrijden | Spelpunten | Spelpunten | Spelpunten | Sets | Sets | Sets  |
| # | Ploeg              | Punten | W           | V           | W          | V          | Ratio      | W    | V    | Ratio |
| - | ------------------ | ------ | ----------- | ----------- | ---------- | ---------- | ---------- | ---- | ---- | ----- |
| 1 | Raoufi / Mirzaali  | 6      | 3           | 0           | 140        | 103        | 1,359      | 6    | 1    | 6,000 |
| 2 | Shimizu / Hasegawa | 5      | 2           | 1           | 138        | 112        | 1,232      | 5    | 2    | 2,500 |
| 3 | Ly / Nguyen        | 4      | 1           | 2           | 102        | 112        | 0,911      | 2    | 4    | 0,500 |
| 4 | Xavier / Xavier    | 3      | 0           | 3           | 73         | 126        | 0,579      | 0    | 6    | 0,000 |

| Datum   |                    | Score |                    | Set 1   | Set 2   | Set 3   |
| ------- | ------------------ | ----- | ------------------ | ------- | ------- | ------- |
| 19 aug. | Shimizu / Hasegawa | 2 – 0 | Ly / Nguyen        | 21 – 16 | 21 – 17 |         |
| 20 aug. | Raoufi / Mirzaali  | 2 – 0 | Xavier / Xavier    | 21 – 12 | 21 – 10 |         |
| 21 aug. | Xavier / Xavier    | 0 – 2 | Ly / Nguyen        | 17 – 21 | 11 – 21 |         |
| 22 aug. | Raoufi / Mirzaali  | 2 – 1 | Shimizu / Hasegawa | 20 – 22 | 21 – 19 | 15 – 13 |
| 23 aug. | Ly / Nguyen        | 0 – 2 | Raoufi / Mirzaali  | 15 – 21 | 12 – 21 |         |
| 23 aug. | Shimizu / Hasegawa | 2 – 0 | Xavier / Xavier    | 21 – 10 | 21 – 13 |         |

### Eindronde
| Achtste finale | Achtste finale          | Achtste finale | Achtste finale | Achtste finale |  |  | Kwartfinale            | Kwartfinale         | Kwartfinale | Kwartfinale | Kwartfinale |  |  | Halve finale | Halve finale        | Halve finale | Halve finale | Halve finale |  |              | Finale             | Finale              | Finale       | Finale       | Finale |
|                |                         |                |                |                |  |  |                        |                     |             |             |             |  |  |              |                     |              |              |              |  |              |                    |                     |              |              |        |
|                | Ramchawan / Ashfiya     | 21             | 21             |                |  |  |                        |                     |             |             |             |  |  |              |                     |              |              |              |  |              |                    |                     |              |              |        |
|                | Jongklang / Khaolumtarn | 17             | 18             |                |  |  |                        | Ramchawan / Ashfiya | 21          | 19          | 15          |  |  |              |                     |              |              |              |  |              |                    |                     |              |              |        |
|                | Shimuzu / Hasegawa      | 15             | 21             | 13             |  |  | Ha / Wu                | 16                  | 21          | 7           |             |  |  |              |                     |              |              |              |  |              |                    |                     |              |              |        |
|                | Ha / Wu                 | 21             | 18             | 15             |  |  |                        |                     |             |             |             |  |  |              | Ramchawan / Ashfiya | 21           | 21           |              |  |              |                    |                     |              |              |        |
|                | Ramadhan / Pribadi      | 18             | 21             | 15             |  |  |                        |                     |             |             |             |  |  |              | Ramadhan / Pribadi  | 13           | 19           |              |  |              |                    |                     |              |              |        |
|                | Bogatoe / Jakovlev      | 21             | 13             | 12             |  |  |                        | Ramadhan / Pribadi  | 21          | 21          |             |  |  |              |                     |              |              |              |  |              |                    |                     |              |              |        |
|                | Al-Qishawi / Al-Arqan   | 11             | 17             |                |  |  | Al-Jalbubi / Al-Hashmi | 16                  | 16          |             |             |  |  |              |                     |              |              |              |  |              |                    |                     |              |              |        |
|                | Al-Jalbubi / Al-Hashmi  | 21             | 21             |                |  |  |                        |                     |             |             |             |  |  |              |                     |              |              |              |  |              |                    | Ramchawan / Ashfiya | 24           | 17           |        |
|                | Gao / Li                | 18             | 21             | 17             |  |  |                        |                     |             |             |             |  |  |              |                     |              |              |              |  |              |                    | Younousse / Tijan   | 26           | 21           |        |
|                | Al-Shereiqi / Al-Housni | 21             | 18             | 15             |  |  |                        | Gao / Li            | 21          | 21          |             |  |  |              |                     |              |              |              |  |              |                    |                     |              |              |        |
|                | Inkiew / Padsawud       | 18             | 16             |                |  |  | Raoufi / Mirzaali      | 15                  | 17          |             |             |  |  |              |                     |              |              |              |  |              |                    |                     |              |              |        |
|                | Raoufi / Mirzaali       | 21             | 21             |                |  |  |                        |                     |             |             |             |  |  |              | Gao / Li            | 18           | 24           |              |  |              |                    |                     |              |              |        |
|                | Salemi / Vakili         | 21             | 21             |                |  |  |                        |                     |             |             |             |  |  |              | Younousse / Tijan   | 21           | 26           |              |  |              |                    |                     |              |              |        |
|                | Ageba / Shiratori       | 18             | 15             |                |  |  |                        | Salemi / Vakili     | 16          | 21          | 11          |  |  |              |                     |              |              |              |  | Troostfinale | Troostfinale       | Troostfinale        | Troostfinale | Troostfinale |        |
|                | Koelesjov / Babitsjev   | 8              | 19             |                |  |  | Younousse / Tijan      | 21                  | 18          | 15          |             |  |  |              |                     |              |              |              |  |              | Ramadhan / Pribadi | 21                  | 19           | 15           |        |
|                | Younousse / Tijan       | 21             | 21             |                |  |  |                        |                     |             |             |             |  |  |              |                     |              |              |              |  |              |                    | Gao / Li            | 15           | 21           | 6      |

## Vrouwen

### Groepsfase
|  | Naar laatste acht |
|  | Naar tussenronde  |

#### Groep A
| # | Ploeg           | Punten | Wedstrijden | Wedstrijden | Spelpunten | Spelpunten | Spelpunten | Sets | Sets | Sets  |
| # | Ploeg           | Punten | W           | V           | W          | V          | Ratio      | W    | V    | Ratio |
| - | --------------- | ------ | ----------- | ----------- | ---------- | ---------- | ---------- | ---- | ---- | ----- |
| 1 | Wang / Xia      | 6      | 3           | 0           | 126        | 68         | 1,853      | 6    | 0    | MAX   |
| 2 | Kou / Liu       | 5      | 2           | 1           | 112        | 84         | 1,333      | 4    | 2    | 2,000 |
| 3 | Yuen / Au Yeung | 4      | 1           | 2           | 96         | 118        | 0,814      | 2    | 4    | 0,500 |
| 4 | Kim / Kim       | 3      | 0           | 3           | 62         | 126        | 0,492      | 0    | 6    | 0,000 |

| Datum   |                  | Score |                  | Set 1   | Set 2   | Set 3 |
| ------- | ---------------- | ----- | ---------------- | ------- | ------- | ----- |
| 19 aug. | Wang / Xia       | 2 – 0 | Kim / Kim        | 21 – 3  | 21 – 10 |       |
| 19 aug. | Kou / Liu        | 2 – 0 | Yuen / Au Yeaung | 21 – 13 | 21 – 14 |       |
| 20 aug. | Wang / Xia       | 2 – 0 | Kou / Liu        | 21 – 18 | 21 – 10 |       |
| 21 aug. | Kou / Liu        | 2 – 0 | Kim / Kim        | 21 – 11 | 21 – 4  |       |
| 21 aug. | Wang / Xia       | 2 – 0 | Yuen / Au Yeaung | 21 – 13 | 21 – 14 |       |
| 23 aug. | Yuen / Au Yeaung | 2 – 0 | Kim / Kim        | 21 – 15 | 21 – 19 |       |

#### Groep B
| # | Ploeg            | Punten | Wedstrijden | Wedstrijden | Spelpunten | Spelpunten | Spelpunten | Sets | Sets | Sets  |
| # | Ploeg            | Punten | W           | V           | W          | V          | Ratio      | W    | V    | Ratio |
| - | ---------------- | ------ | ----------- | ----------- | ---------- | ---------- | ---------- | ---- | ---- | ----- |
| 1 | Murakami / Ishii | 6      | 3           | 0           | 126        | 75         | 1,680      | 6    | 0    | MAX   |
| 2 | Wang / Zeng      | 5      | 2           | 1           | 131        | 127        | 1,031      | 4    | 4    | 1,000 |
| 3 | Yu / Pan         | 4      | 1           | 2           | 115        | 130        | 0,885      | 3    | 4    | 0,750 |
| 4 | Tran / Truong    | 3      | 0           | 3           | 96         | 136        | 0,706      | 1    | 6    | 0,167 |

| Datum   |                  | Score |               | Set 1   | Set 2   | Set 3   |
| ------- | ---------------- | ----- | ------------- | ------- | ------- | ------- |
| 19 aug. | Murakami / Ishii | 2 – 0 | Tran / Truong | 21 – 15 | 21 – 10 |         |
| 19 aug. | Wang / Zeng      | 2 – 1 | Yu / Pan      | 16 – 21 | 21 – 19 | 15 – 10 |
| 20 aug. | Murakami / Ishii | 2 – 0 | Wang / Zeng   | 21 – 12 | 21 – 25 |         |
| 21 aug. | Yu / Pan         | 2 – 0 | Tran / Truong | 21 – 19 | 21 – 17 |         |
| 23 aug. | Wang / Zeng      | 2 – 1 | Tran / Truong | 16 – 21 | 21 – 11 | 15 – 3  |
| 23 aug. | Murakami / Ishii | 2 – 0 | Yu / Pan      | 21 – 10 | 21 – 13 |         |

#### Groep C
| # | Ploeg                 | Punten | Wedstrijden | Wedstrijden | Spelpunten | Spelpunten | Spelpunten | Sets | Sets | Sets  |
| # | Ploeg                 | Punten | W           | V           | W          | V          | Ratio      | W    | V    | Ratio |
| - | --------------------- | ------ | ----------- | ----------- | ---------- | ---------- | ---------- | ---- | ---- | ----- |
| 1 | Hasegawa / Futami     | 8      | 4           | 0           | 188        | 132        | 1,424      | 8    | 1    | 8,000 |
| 2 | Ratnasari / Eka       | 7      | 3           | 1           | 189        | 151        | 1,252      | 7    | 3    | 2,333 |
| 3 | Numwong / Hongpak     | 6      | 2           | 2           | 182        | 148        | 1,230      | 5    | 5    | 1,000 |
| 4 | Ratsjenko / Jeropkina | 5      | 1           | 3           | 134        | 153        | 0,876      | 3    | 6    | 0,500 |
| 5 | Sousa / Caminha       | 4      | 0           | 4           | 59         | 168        | 0,351      | 0    | 8    | 0,000 |

| Datum   |                       | Score |                       | Set 1   | Set 2   | Set 3   |
| ------- | --------------------- | ----- | --------------------- | ------- | ------- | ------- |
| 19 aug. | Numwong / Hongpak     | 2 – 0 | Sousa / Caminha       | 21 – 5  | 21 – 7  |         |
| 19 aug. | Ratnasari / Eka       | 2 – 0 | Ratsjenko / Jeropkina | 21 – 10 | 21 – 14 |         |
| 20 aug. | Hasegawa / Futami     | 2 – 0 | Numwong / Hongpak     | 24 – 22 | 21 – 17 |         |
| 20 aug. | Sousa / Caminha       | 0 – 2 | Ratnasari / Eka       | 8 – 21  | 12 – 21 |         |
| 21 aug. | Ratsjenko / Jeropkina | 2 – 0 | Sousa / Caminha       | 21 – 6  | 21 – 10 |         |
| 21 aug. | Ratnasari / Eka       | 1 – 2 | Hasegawa / Futami     | 25 – 23 | 18 – 21 | 9 – 15  |
| 22 aug. | Numwong / Hongpak     | 2 – 1 | Ratsjenko / Jeropkina | 17 – 21 | 21 – 7  | 15 – 10 |
| 22 aug. | Sousa / Caminha       | 0 – 2 | Hasegawa / Futami     | 5 – 21  | 6 – 21  |         |
| 23 aug. | Ratsjenko / Jeropkina | 0 – 2 | Hasegawa / Futami     | 13 – 21 | 17 – 21 |         |
| 23 aug. | Ratnasari / Eka       | 2 – 1 | Numwong / Hongpak     | 17 – 21 | 21 – 16 | 15 – 11 |

#### Groep D
| # | Ploeg                 | Punten | Wedstrijden | Wedstrijden | Spelpunten | Spelpunten | Spelpunten | Sets | Sets | Sets  |
| # | Ploeg                 | Punten | W           | V           | W          | V          | Ratio      | W    | V    | Ratio |
| - | --------------------- | ------ | ----------- | ----------- | ---------- | ---------- | ---------- | ---- | ---- | ----- |
| 1 | Masjkova / Tsymbalova | 8      | 4           | 0           | 180        | 115        | 1,565      | 8    | 1    | 8,000 |
| 2 | Radarong / Udomchavee | 7      | 3           | 1           | 194        | 167        | 1,162      | 7    | 3    | 2,333 |
| 3 | Juliana / Utami       | 6      | 2           | 2           | 182        | 144        | 1,264      | 5    | 4    | 1,250 |
| 4 | Ng / Wong             | 5      | 1           | 3           | 124        | 180        | 0,689      | 2    | 7    | 0,286 |
| 5 | Nguyen / Huynh        | 4      | 0           | 4           | 112        | 186        | 0,602      | 1    | 8    | 0,125 |

| Datum   |                       | Score |                       | Set 1   | Set 2   | Set 3   |
| ------- | --------------------- | ----- | --------------------- | ------- | ------- | ------- |
| 19 aug. | Radarong / Udomchavee | 1 – 2 | Masjkova / Tsymbalova | 21 – 18 | 12 – 21 | 11 – 15 |
| 19 aug. | Juliana / Utami       | 2 – 0 | Ng / Wong             | 21 – 11 | 21 – 9  |         |
| 20 aug. | Juliana / Utami       | 2 – 0 | Nguyen / Huynh        | 21 – 10 | 21 – 6  |         |
| 20 aug. | Ng / Wong             | 0 – 2 | Radarong / Udomchavee | 9 – 21  | 10 – 21 |         |
| 21 aug. | Juliana / Utami       | 0 – 2 | Masjkova / Tsymbalova | 12 – 21 | 17 – 21 |         |
| 21 aug. | Ng / Wong             | 2 – 1 | Nguyen / Huynh        | 24 – 26 | 21 – 18 | 15 – 10 |
| 22 aug. | Radarong / Udomchavee | 2 – 0 | Nguyen / Huynh        | 21 – 10 | 21 – 15 |         |
| 22 aug. | Masjkova / Tsymbalova | 2 – 0 | Ng / Wong             | 21 – 12 | 21 – 13 |         |
| 23 aug. | Radarong / Udomchavee | 2 – 1 | Juliana / Utami       | 14 – 21 | 23 – 21 | 29 – 27 |
| 23 aug. | Nguyen / Huynh        | 0 – 2 | Masjkova / Tsymbalova | 7 – 21  | 10 – 21 |         |

### Tussenronde
| Datum       |                       | Score |                   | Set 1   | Set 2   | Set 3   |
| ----------- | --------------------- | ----- | ----------------- | ------- | ------- | ------- |
| 24 augustus | Ratnasari / Eka       | 2 – 0 | Yu / Pan          | 21 – 18 | 21 – 14 |         |
| 24 augustus | Kou / Liu             | 1 – 2 | Juliana / Utami   | 21 – 19 | 20 – 22 | 12 – 15 |
| 24 augustus | Wang / Zeng           | 2 – 0 | Yuen / Au Yeung   | 21 – 9  | 21 – 11 |         |
| 24 augustus | Radarong / Udomchavee | 2 – 0 | Numwong / Hongpak | 21 – 9  | –       |         |

### Eindronde
|  | Kwartfinale | Kwartfinale           | Kwartfinale      | Kwartfinale      | Kwartfinale |            |                       | Halve finale | Halve finale | Halve finale | Halve finale | Halve finale |              |  | Finale | Finale                | Finale | Finale | Finale | Finale | Finale |
|  |             |                       |                  |                  |             |            |                       |              |              |              |              |              |              |  |        |                       |        |        |        |        |        |
|  |             | Wang / Xia            | 21               | 21               |             |            |                       |              |              |              |              |              |              |  |        |                       |        |        |        |        |        |
|  |             | Ratnasari / Eka       | 16               | 14               |             |            |                       |              |              |              |              |              |              |  |        |                       |        |        |        |        |        |
|  |             | Ratnasari / Eka       | 16               | 14               |             | Wang / Xia | 21                    | 17           | 15           |              |              |              |              |  |        |                       |        |        |        |        |        |
|  |             |                       |                  |                  |             | Wang / Xia | 21                    | 17           | 15           |              |              |              |              |  |        |                       |        |        |        |        |        |
|  |             |                       | Juliana / Utami  | 10               | 21          | 9          |                       |              |              |              |              |              |              |  |        |                       |        |        |        |        |        |
|  |             | Juliana / Utami       | Juliana / Utami  | 10               | 21          | 9          | 21                    | 29           |              |              |              |              |              |  |        |                       |        |        |        |        |        |
|  |             | Juliana / Utami       |                  |                  |             |            | 21                    | 29           |              |              |              |              |              |  |        |                       |        |        |        |        |        |
|  |             | Hasegawa / Futami     | 19               | 27               |             |            |                       |              |              |              |              |              |              |  |        |                       |        |        |        |        |        |
|  |             |                       |                  |                  |             |            |                       |              |              |              |              |              |              |  |        | Wang / Xia            | 17     | 21     | 15     |        |        |
|  |             |                       |                  | Murakami / Ishii | 21          | 19         | 10                    |              |              |              |              |              |              |  |        |                       |        |        |        |        |        |
|  |             | Masjkova / Tsymbalova | 21               | 17               | 15          |            |                       |              |              |              |              |              |              |  |        |                       |        |        |        |        |        |
|  |             | Wang / Zeng           | 16               | 21               | 11          |            |                       |              |              |              |              |              |              |  |        |                       |        |        |        |        |        |
|  |             | Wang / Zeng           | 16               | 21               | 11          |            | Masjkova / Tsymbalova | 21           | 12           |              |              |              |              |  |        |                       |        |        |        |        |        |
|  |             |                       |                  |                  |             |            | Masjkova / Tsymbalova | 21           | 12           |              |              |              |              |  |        |                       |        |        |        |        |        |
|  |             |                       | Murakami / Ishii | 23               | 21          |            |                       |              | Troostfinale | Troostfinale | Troostfinale | Troostfinale | Troostfinale |  |        |                       |        |        |        |        |        |
|  |             | Radarong / Udomchavee | Murakami / Ishii | 23               | 21          | 18         | 7                     |              | Troostfinale | Troostfinale | Troostfinale | Troostfinale | Troostfinale |  |        |                       |        |        |        |        |        |
|  |             | Radarong / Udomchavee |                  |                  |             | 18         | 7                     |              |              |              |              |              |              |  |        |                       |        |        |        |        |        |
|  |             | Murakami / Ishii      | 21               | 21               |             |            |                       |              |              |              |              |              |              |  |        | Juliana / Utami       | 21     | 21     |        |        |        |
|  |             |                       |                  |                  |             |            |                       |              |              |              |              |              |              |  |        | Masjkova / Tsymbalova | 11     | 10     |        |        |        |

## Medailles

### Medaillewinnaars
| Onderdeel | Goud | Goud                         | Zilver | Zilver                         | Brons | Brons                              |
| --------- | ---- | ---------------------------- | ------ | ------------------------------ | ----- | ---------------------------------- |
| Mannen    | QAT  | Cherif Younousse Ahmed Tijan | INA    | Ade Rachmawan Mohammad Ashfiya | INA   | Gilang Ramadhan Danangsyah Pribadi |
| Vrouwen   | CHN  | Wang Fan Xia Xinyi           | JPN    | Megumi Murakami Miki Ishii     | INA   | Dhita Juliana Putu Utami           |

### Medaillespiegel
| Rang   | Land      | Goud | Zilver | Brons | Totaal |
| 1      | China     | 1    | 0      | 0     | 1      |
| 1      | Qatar     | 1    | 0      | 0     | 1      |
| 3      | Indonesië | 0    | 1      | 2     | 3      |
| 4      | Japan     | 0    | 1      | 0     | 1      |
| Totaal | Totaal    | 2    | 2      | 2     | 6      |

Bangkok 1998 · 
Busan 2002 · 
Doha 2006 · 
Guangzhou 2010 ·
Incheon 2014 ·
Palembang 2018  ·
Hangzhou 2022